# TRACER (детектор космічних променів)
TRACER (Transition Radiation Array for Cosmic Energy Radiation, англ. масив перехідного випромінювання для випромінювання космічної енергії) — детектор космічного випромінювання, створений Чиказьким університетом, який у 1999—2006 роках тричі запускався на повітряній кулі у верхні шари атмосфери для вимірювання енергетичних спектрів ядер космічних променів з атомними номерами від 5 до 26 шести (від бору до заліза). Польоти здійснювались на висотах близько 35-40 км, що відповідає середній залишковій глибині атмосфери близько 4 г см−2.

## Технологія
Запуск на повітряній кулі обмежував вагу приладу величиною ~2700 кг, з яких ~700 кг припадало на супутникову телеметричну систему, баласт та шасі (парашут і ударну площадку). Розмір детектора становив 2,06×2,06 м2. Розробники TRACER припускають, що на момент запуску він був найбільшим детектором космічного випромінювання, який підіймався над атмосферою.
Для одночасного вимірювання заряду ядра Z і енергії E TRACER поєднує сцинтиляційні та черенковські лічильники для вимірювання заряду з лічильником dE/dx і детектором перехідного випромінювання для вимірювання енергії частинок до 1015 еВ на частинку.

## Історія запусків
TRACER виконав три успішні польоти:
1. Запуск з Форт-Самнер, США, 20 вересня 1999 року на повітряній кулі об'ємом 1,1 млн м3, тривалість польоту 28 годин, висота від 34 до 38 км над рівнем моря. Цей політ був тестовим для наступних більш тривалих польотів.
2. Запуск з Антарктиди 12 грудня 2003 року на повітряній кулі об'ємом 1,1 млн м3, тривалість польоту 14 днів, висота від 36 до 39 км. Зареєстровано 5×107 частинок космічних променів. Для польотів 1 і 2 поріг спрацьовування було встановлено так, щоб прилад мав максимальну чутливість для елементів від кисню до заліза.
3. Запуск з Кіруни, Швеція, 8 липня 2006 року, тривалість польоту обмежили 4,5 днями через відсутність дозволу на політ над територією Росії, висота варіювалась між 36 і 40 км над рівнем моря. Зареєстровано 3×107 частинок. Поріг спрацьовування було встановлено так, щоб реєструвати й легші ядра[2].

## Результати
В першому і особливо в другому полблті TRACER виміряв енергетичні спектри елементів O, Ne, Mg, Si, S, Ar, Ca та Fe до енергій понад 1014 еВ на частинку. Різні елементи мали майже однаковий спектральний індекс 2,65±0,05.
В третьому польоті TRACER додатково вимірював елементи B, C і N. Відносна кількість первинних ядер, таких як C, O і Fe, вище ~10 ГеВ на нуклон не залежила від енергії. Натомість кількість бору, тобто відношення B/C, зменшувалось з енергією. Однак раніше зареєстрована залежність B/C~E−0,6 порушувалось на найвищих енергіях.